# Tranvia Porto Empedocle-Lucia
La tranvia Porto Empedocle-Lucia era una tranvia a vapore della lunghezza di 15 km circa per il trasporto dei minerali e dei minatori nelle miniere di zolfo di Lucia, nel territorio comunale di Favara.

## Storia
La linea venne costruita nel 1894 o 1897 secondo altre fonti dall'impresa concessionaria della commercializzazione del minerale, l'Unione Italiana Concimi.
A sostituzione dei convogli ippotrainati, un servizio a vapore fu attivato nel 1897.
La ragione sociale di questa era cambiata in seguito in Società Anonima Italiana Consumatori e Fabbrica di Concimi e Prodotti chimici.
Con l'esaurimento delle miniere di zolfo, nel 1920, la linea fu chiusa in quanto non più necessaria.

## Caratteristiche tecniche
La linea era stata costruita, come del resto era prassi per le ferrovie e tranvie minerarie e da cantiere con lo scartamento ridotto di 600 mm e con rotaie di basso peso per metro lineare (16 kg/m); aveva un percorso di poco più di 15 km dei quali 11 in sede propria e il rimanente su sede stradale. Il suo scopo era quello di convogliare i prodotti minerari verso il vicino porto di imbarco.
Per la trazione dei piccoli convogli in primo tempo venivano usati cavalli; in seguito furono utilizzate 7 locomotive a vapore di rodiggio 0-2-0.

## Percorso
| Unknown route-map component "uexKBHFa" |

| Unknown route-map component "uexHST" |

| Unknown route-map component "uexHST" |

| Unknown route-map component "uexHST" |

| Unknown route-map component "uexKBHFe" |

Il tracciato iniziava dai caricatori del porto di Porto Empedocle dirigendosi verso est, parallelamente alla costa, per poi prendere la direzione nord est e raggiungere la zona delle solfare, Lucia e Ciavolotta di Favara.
Pur non svolgendo la tranvia servizio pubblico di trasporto passeggeri, i convogli erano utilizzati per lo spostamento dei minatori che dovevano raggiungere le miniere o ritornare da esse; per tale motivo anche l'abitato di Lucia era servito dal binario della tranvia.